# Station Hoffen
Station Hoffen is een spoorwegstation in de Franse gemeente Hoffen.